# Traktat w Buszy
Traktat w Buszy – układ zawarty w Buszy 23 września 1617, pomiędzy Rzecząpospolitą reprezentowaną przez Stanisława Żółkiewskiego a Turcją w celu zabezpieczenia południowej flanki  podczas walk o tron w Moskwie dla królewicza Władysława Wazy. 
Zgodnie z postanowieniami traktatowymi Turcja miała prawo ingerować w politykę wewnętrzną Mołdawii i zatwierdzać wybór hospodarów wołoskich. Żółkiewski zgodził się na zniszczenie zamku Berszad i zwrócenie zamku w Chocimiu hospodarowi mołdawskiemu. Postanowienia z Buszy zostały później potwierdzone w Chocimiu w 1621.